# Coniophanes andresensis
Coniophanes andresensis es una especie de serpiente de la familia de Dipsadinae.

## Distribución
Esta especie es endémica de la Isla de San Andrés en Colombia.

## Etimología
El nombre de su especie, compuesto por Andrés y el sufijo latino -ensis , "quién vive, quien habita", se le dio en referencia al lugar de su descubrimiento.